# Transient Random-Noise Bursts with Announcements
Transient Random-Noise Bursts with Announcements è il secondo album discografico in studio del gruppo musicale inglese Stereolab, pubblicato nel 1993.

## Tracce
1. Tone Burst – 5:35
2. Our Trinitone Blast – 3:47
3. Pack Yr Romantic Mind – 5:06
4. I'm Going Out of My Way – 3:25
5. Golden Ball – 6:52
6. Pause – 5:23
7. Jenny Ondioline – 18:08
8. Analogue Rock – 4:13
9. Crest – 6:04
10. Lock-Groove Lullaby – 3:38

## Sample
- Pack Yr Romantic Mind include parti di Strangers in the Night, scritta da Bert Kaempfert, Charles Singleton e Eddie Snyder.
- I'm Going Out of My Way contiene parti di One Note Samba scritta da Antônio Carlos Jobim.
- Jenny Ondioline contiene sample tratti da Channel Recognition Phasing & Balance (Haymarket Publishing).
- Lock-Groove Lullaby contiene parti estratte da The Savers di Perrey & Kingsley.

## Formazione
- Lætitia Sadier - voce, chitarra, organo vox, moog, tamburello
- Tim Gane - chitarra, organo vox, moog, percussioni
- Sean O'Hagan - chitarra, organo vox e farfisa
- Andy Ramsay - bouzouki, organo vox, percussioni
- Mary Hansen - voce, chitarra, tamburello
- Duncan Brown - chitarra, basso, cori

- Phil Wright - produzione, ingegneria